# Longchamp (Vosges)
Longchamp és un municipi francès, situat al departament dels Vosges i a la regió del Gran Est. L'any 2007 tenia 396 habitants.

## Demografia

### Població
El 2007 la població de fet de Longchamp era de 396 persones. Hi havia 146 famílies, de les quals 24 eren unipersonals (8 homes vivint sols i 16 dones vivint soles), 47 parelles sense fills, 71 parelles amb fills i 4 famílies monoparentals amb fills.
La població ha evolucionat segons el següent gràfic:
Habitants censats

### Habitatges
El 2007 hi havia 154 habitatges, 145 eren l'habitatge principal de la família, 3 eren segones residències i 6 estaven desocupats. 135 eren cases i 19 eren apartaments. Dels 145 habitatges principals, 120 estaven ocupats pels seus propietaris, 23 estaven llogats i ocupats pels llogaters i 3 estaven cedits a títol gratuït; 1 tenia una cambra, 3 en tenien dues, 16 en tenien tres, 24 en tenien quatre i 102 en tenien cinc o més. 127 habitatges disposaven pel capbaix d'una plaça de pàrquing. A 46 habitatges hi havia un automòbil i a 93 n'hi havia dos o més.

### Piràmide de població
La piràmide de població per edats i sexe el 2009 era:
| Homes | Edats   | Dones |
| ----- | ------- | ----- |
| 0     | 95 o +  | 4     |
| 0     | 90 a 94 | 0     |
| 4     | 85 a 89 | 4     |
| 0     | 80 a 84 | 4     |
| 4     | 75 a 79 | 0     |
| 4     | 70 a 74 | 12    |
| 0     | 65 a 69 | 0     |
| 8     | 60 a 64 | 0     |
| 12    | 55 a 59 | 8     |
| 16    | 50 a 54 | 24    |
| 8     | 45 a 49 | 8     |
| 12    | 40 a 44 | 16    |
| 16    | 35 a 39 | 8     |
| 8     | 30 a 34 | 8     |
| 4     | 25 a 29 | 16    |
| 4     | 20 a 24 | 12    |
| 24    | 15 a 19 | 8     |
| 20    | 10 a 14 | 8     |
| 8     | 5 a 9   | 4     |
| 8     | 0 a 4   | 0     |

## Economia
El 2007 la població en edat de treballar era de 284 persones, 219 eren actives i 65 eren inactives. De les 219 persones actives 204 estaven ocupades (112 homes i 92 dones) i 15 estaven aturades (8 homes i 7 dones). De les 65 persones inactives 23 estaven jubilades, 24 estaven estudiant i 18 estaven classificades com a «altres inactius».

### Ingressos
El 2009 a Longchamp hi havia 147 unitats fiscals que integraven 422 persones, la mediana anual d'ingressos fiscals per persona era de 21.595 €.

### Activitats econòmiques
Dels 14 establiments que hi havia el 2007, 5 eren d'empreses de construcció, 4 d'empreses de comerç i reparació d'automòbils, 1 d'una empresa immobiliària i 4 d'empreses de serveis.
L'únic servei als particulars que hi havia el 2009 era una lampisteria.
Dels 3 establiments comercials que hi havia el 2009, 1 era un hipermercat i 2 carnisseries.
L'any 2000 a Longchamp hi havia 7 explotacions agrícoles.

## Equipaments sanitaris i escolars
El 2009 hi havia una escola elemental integrada dins d'un grup escolar amb les comunes properes formant una escola dispersa.

## Poblacions més properes
El següent diagrama mostra les poblacions més properes.